# Triznaka sheldoni
Triznaka sheldoni är en bäcksländeart som beskrevs av Baumann och Boris C. Kondratieff 2008. Triznaka sheldoni ingår i släktet Triznaka och familjen blekbäcksländor. Inga underarter finns listade i Catalogue of Life.